# Rhynchina cretacea
Rhynchina cretacea là một loài bướm đêm trong họ Erebidae.